# Герб Красноторки
Герб Красноторки — офіційний символ смт. Красноторка Донецької області. Затверджений 30 червня 1999 року на V сесії селищної ради XXIII скликання (#V/23-48). Герб розроблений дизайнером Сергієм Громадіним.

## Опис
Герб Красноторки являє собою щит французької форми, розділений на три рівні вертикальні частини. Верхня червона смуга із зображенням фортеці ТОР символізує назву селища (герб є промовистим), а сім зірок - кількість десятиліть у радянській історії. Синя смуга символізує річку Торець, човен зображений на ній - «шлях під знаком національної незалежності», а вісім щитів і стільки ж зірок - кількість років, що пройшло від моменту проголошення незалежності до затвердження герба. Нижня жовта смуга із зображенням снопа символізують урожай і достаток".